# 琵琶湖の固有種
琵琶湖の固有種（びわこのこゆうしゅ）では、琵琶湖にしか生息しない生物について記述する。なお、固有種の同定は研究者によって若干異なるが、本記事では特記なき場合は『琵琶湖ハンドブック』（2018）および『琵琶湖岸からのメッセージ-保全・再生のための視点』（2017）に準拠する。
琵琶湖は日本で唯一の古代湖であるが、古代湖では長い存続時間のなかで独自の生物の進化が起こったり、そこでしか生息できない生物が遺存することが多い。そのような限られた地域でのみ生息する生物種を固有種（種・亜種・変種を含む）と呼ぶが、琵琶湖では2018年現在で66種の固有種が確認されている。また、これまでに琵琶湖でしか確認されていないが他水域での調査が不十分なため固有種に認定されていない種を含めると総数は100以上にのぼり、今後の調査で数が増えると考えられている。さらに固有種ではないものの琵琶湖にしかみられない生活史をもつなど、進化の途中と思われる種も確認されている。
グループ別にみると貝類が29種と多いことが琵琶湖の特徴で、特にカワニナの仲間は15種と最も分化が進んでいる。この他に魚類の16種、沈水植物の2種などが続く。これらの琵琶湖の固有種は、かつて広域に生息した種が琵琶湖だけで生き残った「遺存固有種」と、琵琶湖内で環境に適合するように進化した「初期固有種」に分けられる。カワニナの仲間は特に分化が進んでいることから琵琶湖内で進化し初期固有種とされるが、魚類の多くは現在の琵琶湖が出来る40万年前以前に近縁種から分化した遺存固有種と考えられている。

## 絶滅の危機
固有種の多くは琵琶湖岸に生息するが、湖岸の環境は人為的・社会的な変化の影響が大きく、絶滅が危惧される種も多い。『環境省レッドリスト』（2015）の絶滅が危惧される4カテゴリーに指定される固有種は、底生動物25種・魚類11種のぼり、また『滋賀県レッドデータブック』（2015）の絶滅危惧種・絶滅危機増大種・希少種に指定されている固有種は、底生動物26種・魚類12種となっている。
生息数を減らす原因と考えられる環境の変化には、水位低下・洪水による攪乱の減少・農薬の流入・ダムなどの建設に伴う湖底の泥質化・湖水の富栄養化・水草の大量繁殖による貧酸素化・内湖の減少・湖岸整備によるヨシ帯の減少と湖面と水田地帯の分断・外来種の増加などが挙げられる。

## 琵琶湖固有種の他地域への侵入
一方では琵琶湖の固有種が他地域に侵入して様々な問題を起こす事もある。湖産アユは1912年に多摩川に放流されたのを始まりとして、1950年代から1970年代にかけ漁業用・遊漁用として他河川に盛んに放流された。湖産アユは固有種とはされていないが、一般的なアユのように海に流下せず塩分耐性が弱い一方で、縄張り争いが強く交雑種が降海後に死滅するなどの要因により、在来アユが減少しているとされる。
また琵琶湖固有種が、湖産アユの稚魚に紛れて偶発的にあるいは意図的に放流されることもあり、固有種のゲンゴロウブナ・ワタカ・スゴモロコなどが他地域で定着する例も確認されている。

## 解説

### 魚類

#### 近縁種からの分化
魚類の固有種はDNA分析によると、約40万年前に現在の琵琶湖になってから独自に進化した初期固有種は、スゴモロコ・ヒガイの仲間・ビワマスなど一部に限られ、1000万年前に近縁種と分化した固有種ビワコオオナマズをはじめ、多くの固有種は数百年前の古琵琶湖の頃には分化していた遺存固有種である。一方ではKomiya et al. (2011; 2014) は固有種のアブラヒガイとビワヒガイはミトコンドリアDNAなどの研究で明確な分化がみられないとし、前者が岩礁域において急速に適応進化したとしている。
友田淑郎は、浅瀬に生息する在来種が琵琶湖の沖合の環境に適合するなかで固有種に分化したとしている。また淡水魚の中にはその生活史の一部を海で過ごす種（通し回遊魚）もいるが、固有種のビワマス・ウツセミカジカ・ビワヨシノボリは海の代わりに琵琶湖を利用しており、このうちビワマスはすでに海水への適応力が低下していることが確認されている。また、魚類の調査は漁業対象となっている種が中心でそれ以外では実態調査が進んでおらず、2010年に固有種ヨドゼゼラが発見されたように、新種の発見の可能性も残されている。

#### 生息数
魚類の生息数を把握することは難しいが、漁獲高でみると1980年代をピークに減少が続いている。固有種のワタカ・ヒガイの仲間・ナマズの仲間は、1950年代以降は回復する兆しがなく、これらの減少は1960年代以降の内湖の干拓の影響が大きいと考えられる。一方で、固有種のフナの仲間は1970年以降に進められた湖岸堤の建造に伴う湖と水田との分断、固有種ホンモロコは1992年以降の瀬田川洗堰による水位操作の影響により減少していると考えられている。
また外来魚の増加の影響も指摘されている。オオクチバス・ブルーギルに加えて2010年代からはコクチバス・アメリカナマズも増加しており、それらによる食害のほかヌマチチブと固有種イサザの産卵場所の競合も影響がある可能性が指摘されている。
| 和名                       | 学名                                     | 生活型 | 環境省レッドリスト (2015) | 滋賀県レッドデータブック (2015) |
| -------------------------- | ---------------------------------------- | ------ | ------------------------- | ------------------------------- |
| ビワマス                   | Oncorhynchus masou rhodurus              | 遊泳   | 準絶滅危惧                | 要注目種                        |
| ワタカ                     | Ischikauia steenackeri                   | 遊泳   | 絶滅危惧IA類              | 絶滅危惧種                      |
| ホンモロコ                 | Gnathopogon caerulescens                 | 遊泳   | 絶滅危惧IA類              | 絶滅危機増大種                  |
| アブラヒガイ               | Sarcocheilichthys biwaensis              | 遊泳   | 絶滅危惧IA類              | 絶滅危惧種                      |
| ビワヒガイ                 | Sarcocheilichthys variegatus microoculus | 遊泳   |                           | 希少種                          |
| スゴモロコ                 | Squalidus chankaensis biwae              | 遊泳   | 絶滅危惧II類              | 希少種                          |
| ニゴロブナ                 | Carassius auratus grandoculis            | 遊泳   | 絶滅危惧IB類              | 希少種                          |
| ゲンゴロウブナ             | Carassius cuvieri                        | 遊泳   | 絶滅危惧IB類              | 希少種                          |
| ヨドゼゼラ                 | Biwia yodoensis                          | 遊泳   | 絶滅危惧IB類              | 要注目種                        |
| ビワコオオナマズ           | Silurus biwaensis                        | 遊泳   |                           | 希少種                          |
| イワトコナマズ             | Silurus lithophilus                      | 遊泳   | 準絶滅危惧                | 絶滅危機増大種                  |
| ビワヨシノボリ             | Rhinogobius biwaensis                    | 遊泳   | 情報不足                  | 分布上重要種                    |
| イサザ                     | Gymnogobius isaza                        | 遊泳   | 絶滅危惧IA類              | 絶滅危惧種                      |
| ウツセミカジカ             | Cottus reinii                            | 遊泳   | 絶滅危惧IB類              | 分布上重要種                    |
| オオガタスジシマドジョウ   | Cobitis magnostriata                     | 遊泳   | 絶滅危惧IB類              | 絶滅危惧種                      |
| ビワコガタスジシマドジョウ | Cobitis minamorii oumiensis              | 遊泳   | 絶滅危惧IB類              | 絶滅危惧種                      |

### 貝類

#### 近縁種からの分化
巻貝のうち固有種の多いカワニナの仲間は古琵琶湖層群からほとんど発見されておらず、比較的新しい時期に分化が進行したと考えられている。Miura et al. (2019) は琵琶湖のカワニナの仲間を、約400万年前から琵琶湖に生息する「ハベカワニナグループ」と約200万年前の蒲生湖時代に河川から侵入した西日本のカワニナを祖先とする「タテヒダカワニナグループ」の2つに分けられるとし、40万年前の琵琶湖の拡大後に急速に多様化したと推測している。その他の巻貝では、固有種ビワコミズシタダミが約100万年前に琵琶湖に適応したことが明らかになっているが、固有種のタニシの仲間・ヒラマキガイの仲間についてはミトコンドリアDNAレベルでは明確な差異は見いだせず系統について明かになっていない。
二枚貝のうち固有種セタシジミは在来種のヤマトシジミ・マシジミと近縁だが、他のシジミ科と明確な違いが確認されており、Haponski and Foighil (2019) はセタシジミとマシジミが分化したのは約150万年前としている。また固有種オグラヌマガイ（Sano et al. 2020）や固有種オトコタテボシガイ（瀬尾 2020）が近縁種から分化したのは琵琶湖が形成されるより前とされる。一方で固有種とされるタテボシガイ・ササノハガイ・マルドブイガイはDNA解析では多系統と明確な差異は見いだせず、固有種ではなく近縁種の形態変異である可能性が指摘されている。また Shirai et al. (2010) によれば固有種イケチョウガイは大陸からの外来種ヒレイケチョウガイと交雑が起きていることが確認され、絶滅の危惧が指摘されている。

#### 生息域と生息数
カワニナの仲間は、固有種ヤマトカワニナなど琵琶湖全域で確認できる種もいるが、限定的なエリアで確認できる種も多い。南湖のみで生息する固有種は居ないが、北湖東岸の一部でみられるホソマキカワニナ・沖白石でみられるシライシカワニナ・多景島でみられるタケシマカワニナなど、北湖には局所的な分布域を持つ種がいる。このような棲み分けは琵琶湖岸の多様な底質に関連すると考えられるが、一方で人工湖岸ではヤマトカワニナしか生息が確認されてない。また現在は北湖でしか確認されていない固有種オウミガイは、1879年に南湖で採集されたと考えられるスウェーデンの国立自然史博物館の標本で確認され、かつてよりも生息域を狭めていると考えられる。
固有種を含む貝類の多くは絶滅の危機にある。滋賀県水産試験場が過去4回行った調査では固有種セタシジミは毎年数を減らし、1953年の12,317トンであった推定現存量（以下トン数は全て推定現存量）は2002年の956トンまで減少している。固有種のイケチョウガイ・メンカラスガイ・マルドブルガイを含む大型イシガイ類は、1953年の7,968トンから1969年の576トンと大幅に数を減らしたが、1995年には1,700トンまで回復し2002年には1,336トンとなっている。一方で固有種タテボシガイは、1969年まで横ばいであったが1995年以降は増加している。以上の二枚貝類の変動は、1969年までの減少は集中豪雨に伴う農薬PCPの流入と考えられ、セタシジミのみ減少が続いているのは漁獲圧力によるものと考えられる。なお、外来シジミが侵入し分布を広げていることは確実であるが、その実態は不明である。
一方で巻貝類では、カワニナ類は1953年の1,355トンから1969年の2,755トンへと倍増し、1995年には再び1,319トンと半減して2003年までは横ばいとなっている。2000年以降のカワニナ類の減少は、1992年以降の瀬田川洗堰水位操作と長期間に及ぶ低水位が原因だと考えられている。また固有種ナガタニシを含むタニシ類は、1953年の994トンから1969年の475トンと半減したが、1955年以降は回復している。しかし、その種別の内訳はナガタニシが減少し、在来種ヒメタニシが優先するようになっている。
| 和名                 | 学名                                        | 生活型 | 環境省レッドリスト (2015) | 滋賀県レッドデータブック (2015) |
| -------------------- | ------------------------------------------- | ------ | ------------------------- | ------------------------------- |
| ナガタニシ           | Heterogen longispira                        | 底生   | 準絶滅危惧                | 希少種                          |
| ビワコミズシタダミ   | Valvata biwansis                            | 底生   | 準絶滅危惧                | 分布上重要種                    |
| ホソマキカワニナ     | Semisulcospira (Biwamelania) arenicola      | 底生   | 準絶滅危惧                | 希少種                          |
| タテヒダカワニナ     | Semisulcospira (Biwamelania) decipiens      | 底生   | 準絶滅危惧                | 分布上重要種                    |
| フトマキカワニナ     | Semisulcospira (Biwamelania) dilatata       | 底生   | 情報不足                  | 絶滅危惧種                      |
| ナンゴウカワニナ     | Semisulcospira (Biwamelania) fluvialis      | 底生   | 情報不足                  | 絶滅危機増大種                  |
| クロカワニナ         | Semisulcospira (Biwamelania) fuscata        | 底生   | 絶滅危惧II類              | 絶滅危機増大種                  |
| ハベカワニナ         | Semisulcospira (Biwamelania) habei          | 底生   | -                         | 分布上重要種                    |
| モリカワニナ         | Semisulcospira (Biwamelania) morii          | 底生   | 準絶滅危惧                | 希少種                          |
| イボカワニナ         | Semisulcospira (Biwamelania) multigranosa   | 底生   | 準絶滅危惧                | 希少種                          |
| ナカセコカワニナ     | Semisulcospira (Biwamelania) nakasekoae     | 底生   | 絶滅危惧IA類+絶滅危惧IB類 | 絶滅危機増大種                  |
| ヤマトカワニナ       | Semisulcospira (Biwamelania) niponica       | 底生   | 準絶滅危惧                | 分布上重要種                    |
| オオウラカワニナ     | Semisulcospira (Biwamelania) ourense        | 底生   | 情報不足                  | 絶滅危惧種                      |
| カゴメカワニナ       | Semisulcospira (Biwamelania) reticulata     | 底生   | 準絶滅危惧                | 分布上重要種                    |
| タテジワカワニナ     | Semisulcospira (Biwamelania) rugosa         | 底生   | 情報不足                  | 絶滅危機増大種                  |
| シライシカワニナ     | Semisulcospira (Biwamelania) shiraishiensis | 底生   | 準絶滅危惧                | 希少種                          |
| タケシマカワニナ     | Semisulcospira (Biwamelania) takeshimensis  | 底生   | 準絶滅危惧                | 希少種                          |
| オウミガイ           | Radix onychia                               | 底生   | 絶滅危惧II類              | 分布上重要種                    |
| カドヒラマキガイ     | Gyraulus biwaensis                          | 底生   | 準絶滅危惧                | 分布上重要種                    |
| ヒロクチヒラマキガイ | Gyraulus amplificatus                       | 底生   | -                         | 要注目種                        |
| イケチョウガイ       | Hyriopsis schlegeli                         | 底生   | 絶滅危惧IA類+絶滅危惧IB類 | 絶滅危惧種                      |
| タテボシガイ         | Unio douglasiae biwae                       | 底生   | -                         | 分布上重要種                    |
| オトコタテボシガイ   | Inversiunio reinianus                       | 底生   | 絶滅危惧II類              | 絶滅危機増大種                  |
| ササノハガイ         | Lanceolaria oxyrhyncha                      | 底生   | 準絶滅危惧                | 分布上重要種                    |
| メンカラスガイ       | Cristaria plicata clessini                  | 底生   | 準絶滅危惧                | 絶滅危機増大種                  |
| マルドブガイ         | Anodonta calipygos                          | 底生   | 絶滅危惧II類              | 希少種                          |
| オグラヌマガイ       | Oguranodonta ogurae                         | 底生   | 絶滅危惧IA類+絶滅危惧IB類 | 絶滅危惧種                      |
| セタシジミ           | Corbicula sandai                            | 底生   | 絶滅危惧種II類            | 絶滅危機増大種                  |
| カワムラマメシジミ   | Pisidium kawamurai                          | 底生   | -                         | 分布上重要種                    |

### 水生昆虫類
琵琶湖の底生動物のうち最も多いのは水生昆虫類だが、固有種は2種と少ない。固有種ビワコエグリトビケラは、北湖の山地湖岸に生息する。トビケラの仲間は河川の中・下流に生息することが多いが、琵琶湖の山地湖岸は強い波浪で湖岸が洗われてよく似た環境になっていると考えられる。固有種ビワコシロカゲロウは南湖には生息しておらず、北湖の植生湖岸に生息する。
また琵琶湖でしか確認されていない昆虫も多く、特にユスリカの仲間は他水域での調査が不十分で、今後の調査次第では固有種に認定される可能性がある。
| 和名                 | 学名               | 生活型 | 環境省レッドリスト (2015) | 滋賀県レッドデータブック (2015) |
| -------------------- | ------------------ | ------ | ------------------------- | ------------------------------- |
| ビワコシロカゲロウ   | Ephoron limnobium  | 底生   | 準絶滅危惧                |                                 |
| ビワコエグリトビケラ | Apatania biwaensis | 底生   | -                         | 分布上重要種                    |

### 甲殻類
外来種のフロリダマミズヨコエビは2006年に初めて確認されて以来急速に分布を広げており、場所によっては固有種ナリタヨコエビよりも生息密度が高くなっている。
| 和名                 | 学名                    | 生活型 | 環境省レッドリスト (2015) | 滋賀県レッドデータブック (2015) |
| -------------------- | ----------------------- | ------ | ------------------------- | ------------------------------- |
| ビワミジンコ         | Daphnia biwaensis       | 底生   | -                         | 絶滅危惧種                      |
| アナンデールヨコエビ | Jesogammarus annandalei | 底生   | 準絶滅危惧                | 希少種                          |
| ナリタヨコエビ       | Jesogammarus naritani   | 底生   | 準絶滅危惧                | 希少種                          |
| ビワカマカ           | Kamaka biwae            | 底生   | -                         | 希少種                          |

### 沈水植物
琵琶湖の沈水植物は53種で、そのほとんどが東アジアに広い分布域をもつ種だが、例外的に2種の固有種が確認されている。琵琶湖の水質は2000年以降に改善し南湖で水草が増加している。その一方で固有種サンネンモは、かつて南湖でもみられたが1980年代から北湖の北部でしか生育が確認されていない。また、かつては冬と春に出現頻度が高かった固有種ネジレモも、近年は順位を落としている。浜端悦治は、本来のネジレモは帰化植物のコカナダモと同じ泥質底を好むが、近年コカナダモの群生が広がっていくなかでネジレモが砂地底に追いやられて減少していると推測している。
| 和名       | 学名                                | 生活型 | 環境省レッドリスト (2015) | 滋賀県レッドデータブック(2015) |
| ---------- | ----------------------------------- | ------ | ------------------------- | ------------------------------ |
| サンネンモ | Potamogeton biwaensis               | 底生   |                           | 絶滅危機増大種                 |
| ネジレモ   | Vallisneria asiatica var. biwaensis | 底生   |                           | 分布上重要種                   |

### 植物性プランクトンと寄生生物
植物性プランクトンの固有種スズキケイソウおよびスズキケイソウモドキは、発見後の調査によりステファノディスクス・カルコネンシス Stephanodiscus carconensis の変種とされてきたが、Tuji and Kociolek (2000) は走査型電子顕微鏡による観察により2種とも琵琶湖の固有種と再確認した。しかし、Ohtsuka (2012) は2つは同種の異なるステージであったことが確認できたとし、同一種とする説を唱えている。その後、Tuji et al. (2014) はスズキケイソウを独立した属として Praestephanos を設立した。
スズキケイソウは古琵琶湖の遅くとも380万年前から出現していたが、珪藻の汎用種である Praestephanos triporus とは45万年から70万年までに分化したと推定される。このことから、スズキケイソウ類から他の種が分化して世界に分布を広げた一方で、スズキケイソウは琵琶湖に限定して遺存したと考えられる。
| 和名                       | 学名                               | 生活型                 | 環境省レッドリスト (2015) | 滋賀県レッドデータブック (2015) |
| -------------------------- | ---------------------------------- | ---------------------- | ------------------------- | ------------------------------- |
| アウラコセイラ・ニッポニカ | Aulacoseira nipponica              | プランクトン（浮遊性） | 検討対象外                | 検討対象外                      |
| スズキケイソウモドキ       | Stephanodiscus pseudosuzukii       | プランクトン（浮遊性） | 検討対象外                | 検討対象外                      |
| スズキケイソウ             | Stephanodiscus suzukii             | プランクトン（浮遊性） | 検討対象外                | 検討対象外                      |
| ビワコシバンジョウチュウ   | Gangesia margolisi                 | 寄生性                 | 検討対象外                | 検討対象外                      |
| アユハイトウジョウチュウ   | Proteocephalus plecoglossi         | 寄生性                 | 検討対象外                | 検討対象外                      |
| ラフィダスカリス           | Raphidascaris gigi                 | 寄生性                 | 検討対象外                | 検討対象外                      |
| ギギキュウチュウ           | Genarchopsis gigi                  | 寄生性                 | 検討対象外                | 検討対象外                      |
| サメガイキュウチュウ       | Pseudorhadinorhynchus samegaiensis | 寄生性                 | 検討対象外                | 検討対象外                      |
| アユグルゲア               | Glugea plecoglossi                 | 寄生性                 | 検討対象外                | 検討対象外                      |

### その他の無脊椎動物
| 和名                 | 学名                     | 生活型 | 環境省レッドリスト (2015) | 滋賀県レッドデータブック (2015) |
| -------------------- | ------------------------ | ------ | ------------------------- | ------------------------------- |
| イカリビル           | Ancyrobdella biwae       | 底生   | 情報不足                  | 絶滅危惧種                      |
| オオツカイメン       | Spongilla inarmata       | 底生   | 情報不足                  |                                 |
| ビワオオウズムシ     | Bdellocephala annandalei | 底生   | 絶滅危惧IA類+絶滅危惧IB類 | 絶滅危機増大種                  |
| カワムラヒメウズムシ | Macrostomum kawamurai    | 底生   |                           |                                 |